# Jabba the Hutt
Jabba the Hutt er en fiktiv karakter, kendt fra Star Wars.￼ Han er en sneglelignende alien, kaldet en Hutt, der ligesom mange andre af sin artsfæller driver et magtfuldt kriminelt netværk. Han optræder i Return of the Jedi (1983), men bliver kort nævnt i Star Wars Episode IV: Et nyt håb (1977) og Star Wars Episode V: Imperiet slår igen (1980), og en tidligere slettet scene med ham blev tilføjet til Et nyt håb, da den kom i biografen igen i 1997.
| Star Wars | Spire Denne Star Wars-artikel er en spire som bør udbygges. Du er velkommen til at hjælpe Wikipedia ved at udvide den. |